# بندتو گیلیا
بندتو گیلیا (ایتالیایی: Benedetto Ghiglia؛ ‏ ۲۷ دسامبر ۱۹۲۱ – ۴ ژوئیه ۲۰۱۲) موسیقی‌دان، آهنگساز، نوازنده پیانو و رهبر ارکستر اهل ایتالیا بود.
از فیلم‌هایی که وی در ساخت موسیقی آنها مشارکت داشته‌است، می‌توان به با صدای لوپارا، من او را خوب می‌شناختم، شب غیرعادی، خوکدانی و سن‌میکله یک خروس داشت اشاره کرد.